# Ma mère et moi
Pour plus de détails, voir Fiche technique et Distribution.
Ma mère et moi (The Meddler) est une comédie dramatique américaine écrite et réalisée par Lorene Scafaria, sortie en 2015.

## Synopsis
Marnie Minervini, récemment devenue veuve, garde un certain optimisme. Elle déménage à Hollywood afin de se rapprocher de sa fille, et prend la décision de sortir à nouveau avec des hommes.

## Fiche technique
- Titre : Ma mère et moi
- Titre original : The Meddler
- Réalisation et scénario : Lorene Scafaria
- Photographie : Brett Pawlak
- Montage : Kayla M. Emter
- Musique : Jonathan Sadoff
- Distribution des rôles : Nicole Abellera et Jeanne McCarthy
- Décors : Chris Spellman, décors de plateau par Karuna Karmakar
- Costumes : Annie Bloom
- Production : Joy Gorman Wettels
- Co-production : Fiona Walsh Heinz
- Production exécutive : Steve Golin, Paul Green, Shea Kammer et Susan Sarandon
- Production associée : Chadwick Prichard
- Sociétés de production : Stage 6 Films (en) et Anonymous Content
- Société de distribution : Sony Pictures Classics
- Pays d'origine : États-Unis
- Langue originale : anglais
- Durée : 100 minutes
- Genre : comédie dramatique
- Dates de sortie :
  -  Canada : le 14 septembre 2015 (présentation au Festival international du film de Toronto), 6 mai 2016 (sortie limitée en salles)
  -  États-Unis : 20 mai 2016 (sortie limitée en salles)
  -  France : 11 septembre 2016[N 1] (VOD), 3 mai 2017 (DVD)[1]

## Distribution
- Susan Sarandon (VF : Béatrice Delfe) : Marnie Minervini
- Rose Byrne (VF : Pascale Chemin) : Lori Minervini
- J. K. Simmons (VF : Patrick Messe) : Randall Zipper
- Jason Ritter : Jacob
- Randall Park : Officer Lee
- Casey Wilson (VF : Delphine Braillon) : Trish
- Michael McKean (VF : François Dunoyer) : Mark
- Billy Magnussen (VF : Anatole de Bodinat) : Ben
- Cecily Strong (VF : Diane Dassigny) : Jillian
- Sarah Baker (VF : Cindy Lemineur) : Elaine
- Lucy Punch (VF : Sandra Valentin) : Emily
- Megalyn Echikunwoke (VF : Youna Noiret) : Elise
- Tony Amendola (VF : Mathieu Buscatto) : Tony
- Robert Picardo (VF : Paolo Palermo) : Cos
- Rebecca Drysdale : Dani
- Jerrod Carmichael (VF : Namakan Koné) : Freddy
- Harry Hamlin : Tv Dad
- Laura San Giacomo : TV Mom
- Shiri Appleby (VF : Julia Boutteville) : TV Daughter
- Amy Landecker (VF : Juliette Degenne) : Diane
- Randall Park : Officier Lee
- Corey Reynolds : Officier Wells

 Source et légende : version française (VF) sur RS Doublageet le carton de doublage.